# Louis-Henri Baratte
Pour les articles homonymes, voir Baratte (homonymie).
Louis-Henri Baratte, né Louis Henry Aglaé Baratte à Criquetot-l'Esneval (Seine-Maritime) le 20 avril 1805 et mort à Argelès-sur-Mer (Pyrénées-Orientales) le 7 juin 1872, est un érudit français.

## Biographie
Docteur en médecine, Baratte entreprit de publier une collection de portraits des Normands célèbres composée d'au moins deux mille portraits gravés en taille-douce. Cette collection, qui a été acquise en 1847 par la bibliothèque de Rouen, a reçu la collaboration de nombreux autres hommes de lettres normands, comme J.-F. Destigny de Caen, J. Mortent, Édouard Neveu, Georges Mancel, Alphonse Le Flaguais, J. Charma, Théodore-Éloi Lebreton. A. Delavigne, R. Deslandes et G. Lhéry, mais aussi Pierre-François Tissot ou Jules Janin.

## Publications
- Poètes normands, Paris, Lacrampe, 1845.
- Essai de littérature médicale ; choix des meilleurs morceaux en prose et en vers, extraits des auteurs les plus célèbres qui ont traité de la médecine et de son application, Paris, Baillière, 1846.

## Sources
- Société havraise d’études diverses, Bio-bibliographie des écrivains de l'arrondissement du Havre, éd. Auguste Lechevalier, Le Havre, H. Micaux, 1903.